# Temporada 1999 del fútbol colombiano
La Temporada 1999 del fútbol colombiano abarcó todas las actividades relativas a campeonatos de fútbol profesional, nacionales e internacionales, disputados por clubes colombianos, y por las selecciones nacionales de este país, en sus diversas categorías.

## Torneos locales

### Categoría Primera A
|                                      |
| Bandera de Colombia                  |
| Campeón Atlético Nacional 7.º título |

#### Tabla de reclasificación
En la tabla de reclasificación se lleva a cabo la sumatoria de puntos de los clubes en todos los partidos del campeonato de primera división —el Apertura y el Finalización (incluyendo fases finales)—. En la misma se expresan los equipos clasificados de Colombia a los torneos internacionales de Conmebol para el siguiente año. En esta ocasión se amplió de dos a tres cupos la participación colombiana en la Copa Libertadores.
Los cupos a torneos internacionales se distribuyeron de la siguiente manera:
- Copa Libertadores: Colombia 1 correspondió al campeón del Campeonato colombiano 1999, Colombia 2 al subcampeón del Campeonato colombiano 1999 definido en la final anual y Colombia 3 club mejor ubicado en la Reclasificación, iniciando todos su participación desde la Fase de grupos.[3]
- Copa Merconorte: Los cuatro clubes fueron invitados directamente por Conmebol.[4]

| Pos. | Equipos                | Pts. | PJ | PG | PE | PP | GF | GC | Dif |
| ---- | ---------------------- | ---- | -- | -- | -- | -- | -- | -- | --- |
| 1.   | Atlético Nacional (C)  | 91   | 52 | 24 | 19 | 11 | 72 | 54 | 18  |
| 2.   | Junior                 | 79   | 50 | 22 | 13 | 15 | 72 | 68 | 4   |
| 3.   | Cortuluá               | 77   | 50 | 20 | 17 | 13 | 70 | 60 | 10  |
| 4.   | Independiente Medellín | 77   | 52 | 19 | 20 | 13 | 68 | 59 | 9   |
| 5.   | Deportivo Cali         | 75   | 50 | 21 | 12 | 17 | 79 | 72 | 7   |
| 6.   | Once Caldas            | 73   | 50 | 17 | 22 | 11 | 77 | 50 | 27  |
| 7.   | Millonarios            | 72   | 50 | 16 | 24 | 10 | 63 | 58 | 5   |
| 8.   | América de Cali        | 71   | 44 | 18 | 17 | 11 | 71 | 54 | 17  |
| 9.   | Deportes Tolima        | 59   | 44 | 15 | 14 | 15 | 51 | 47 | 4   |
| 10.  | Atlético Bucaramanga   | 58   | 44 | 14 | 16 | 14 | 55 | 49 | 6   |
| 11.  | Deportivo Pasto        | 58   | 50 | 14 | 16 | 20 | 72 | 77 | -5  |
| 12.  | Envigado F. C.         | 50   | 44 | 14 | 8  | 22 | 46 | 65 | -19 |
| 13.  | Santa Fe               | 49   | 44 | 11 | 16 | 17 | 48 | 56 | -8  |
| 14.  | Unión Magdalena        | 44   | 44 | 9  | 17 | 18 | 53 | 69 | -16 |
| 15.  | Deportes Quindío       | 42   | 44 | 10 | 12 | 22 | 60 | 85 | -25 |
| 16.  | Atlético Huila         | 36   | 44 | 7  | 15 | 22 | 40 | 74 | -34 |

Fuente: Web oficial de Dimayor
|  | Club clasificado a la Copa Libertadores 2000 e invitado a la Copa Merconorte 2000 |
|  | Zona de clasificación a la Fase de grupos de la Copa Libertadores 2000.           |
|  | Club invitado a la Copa Merconorte 2000.                                          |

| (C) | Campeón del Campeonato colombiano 1999. |

##### Representantes en competición internacional
| Clasificado como | Copa Libertadores 2000 | Copa Merconorte 2000 |
| ---------------- | ---------------------- | -------------------- |
| Colombia 1       | Atlético Nacional      | Atlético Nacional    |
| Colombia 2       | América de Cali        | América de Cali      |
| Colombia 3       | Junior                 | Millonarios          |

#### Tabla del descenso
Los ascensos y descensos en entre las categorías A y B se definen por la Tabla de descenso, la cual promedia las campañas de campeonato colombiano 1998 y campeonato colombiano 1999. Los puntos de la tabla se obtienen de la división del puntaje total entre partidos jugados. El último  en dicha tabla descenderá a la Categoría Primera B dándole el ascenso directo al campeón de la segunda categoría.
En la Tabla de descenso no cuentan los partidos por cuadrangulares semifinales ni final del campeonato. Únicamente los de la fase todos contra todos.
| Pos. | Equipos                | Prom. |
| ---- | ---------------------- | ----- |
| 1.   | Once Caldas            | 1,869 |
| 2.   | Atlético Nacional      | 1,828 |
| 3.   | Deportivo Cali         | 1,718 |
| 4.   | Millonarios            | 1,614 |
| 5.   | América de Cali        | 1,545 |
| 6.   | Independiente Medellín | 1,517 |
| 7.   | Cortuluá               | 1,494 |
| 8.   | Junior                 | 1,489 |
| 9.   | Atlético Bucaramanga   | 1,405 |
| 10.  | Deportes Tolima        | 1,400 |
| 11.  | Santa Fe               | 1,371 |
| 12.  | Deportes Quindío       | 1,319 |
| 13.  | Envigado F. C.         | 1,284 |
| 14.  | Deportivo Pasto        | 1,211 |
| 15.  | Atlético Huila         | 1,138 |
| 16.  | Unión Magdalena (D)    | 1,099 |

Fuente: Web oficial de Dimayor y RSSSF
| (D) | Descenso a la Categoría Primera B para la temporada 2000. |

##### Cambios de categoría
|  | Unión Magdalena |

|  | Real Cartagena |

### Categoría Primera B
|                                    |
| Bandera de Colombia                |
| Campeón Real Cartagena 1.er título |

### Torneos de carácter aficionado

#### Categoría Primera C
|                                           |
|                                           |
| Campeón Deportivo Pereira "B" 1.er título |

## Torneos internacionales

### Copa Libertadores
| Equipo         | Fase final               | Pts. | PJ | PG | PE | PP | GF | GC | Dif. | Rend.   |
| -------------- | ------------------------ | ---- | -- | -- | -- | -- | -- | -- | ---- | ------- |
| Deportivo Cali | Subcampeón               | 22   | 14 | 7  | 1  | 6  | 17 | 16 | 1    | 52,38 % |
| Once Caldas    | Fase de grupos (Grupo 2) | 7    | 6  | 2  | 1  | 3  | 7  | 6  | 1    | 38,89 % |

### Copa Merconorte
| Equipo            | Fase final               | Pts. | PJ | PG | PE | PP | GF | GC | Dif. | Rend.   |
| ----------------- | ------------------------ | ---- | -- | -- | -- | -- | -- | -- | ---- | ------- |
| América de Cali   | Campeón                  | 20   | 8  | 6  | 2  | 2  | 18 | 13 | 5    | 83,33 % |
| Santa Fe          | Subcampeón               | 18   | 8  | 5  | 3  | 2  | 14 | 7  | 7    | 75 %    |
| Millonarios       | Fase de grupos (Grupo B) | 7    | 6  | 2  | 1  | 3  | 8  | 8  | 0    | 38,89 % |
| Atlético Nacional | Fase de grupos (Grupo A) | 6    | 6  | 1  | 3  | 2  | 11 | 9  | 2    | 33,33 % |

#### Final
| Fecha | Ciudad | Equipo local    | Resultado | Equipo visitante |
| --- | ------ | --------------- | --------- | ---------------- |
| 15 de diciembre                                                                                                  | Cali   | América de Cali | 1 : 2     | Santa Fe         |
| 22 de diciembre                                                                                                  | Bogotá | Santa Fe        | 0 : 1     | América de Cali  |
| América de Cali se coronó campeón con un marcador global de 2:2 y ganando 5:3 en los tiros desde el punto penal. |        |                 |           |                  |

|                                     |
| Bandera de Colombia                 |
| Campeón América de Cali 1.er título |

### Copa Conmebol
| Equipo           | Fase final       | Pts. | PJ | PG | PE | PP | GF | GC | Dif. | Rend. |
| ---------------- | ---------------- | ---- | -- | -- | -- | -- | -- | -- | ---- | ----- |
| Deportes Quindío | Octavos de final | 3    | 2  | 1  | 0  | 1  | 2  | 2  | 0    | 50 %  |
| Atlético Huila   | Octavos de final | 0    | 2  | 0  | 0  | 2  | 2  | 4  | -2   | 0 %   |

## Selección nacional

### Mayores
| Fecha           | Lugar                                                | Rival                | Marcador | Competencia            | Goles de Colombia                                                       |
| --------------- | ---------------------------------------------------- | -------------------- | -------- | ---------------------- | ----------------------------------------------------------------------- |
| 24 de enero     | Estadio Olímpico Pascual Guerrero · Cali, Colombia   | Dinamarca            | 1 : 1    | Amistoso no oficial    | 78' Faustino Asprilla                                                   |
| 3 de febrero    | Estadio Nemesio Camacho El Campín · Bogotá, Colombia | Partizán de Belgrado | 2 : 1    | Amistoso no oficial    | 51' Néider Morantes · 62' Henry Zambrano                                |
| 9 de febrero    | Orange Bowl Miami, Estados Unidos                    | Alemania             | 3 : 3    | Amistoso internacional | 26', 67' (pen.) Faustino Asprilla · 79' Iván Ramiro Córdoba             |
| 30 de marzo     | Estadio José Encarnación Romero Maracaibo, Venezuela | Venezuela            | 0 : 0    | Amistoso internacional | Sin goles                                                               |
| 15 de abril     | Estadio Brígido Iriarte Caracas, Venezuela           | Venezuela            | 1 : 1    | Amistoso internacional | 50' Néider Morantes                                                     |
| 22 de abril     | Estadio Feliciano Cáceres Luque, Paraguay            | Paraguay             | 2 : 0    | Amistoso internacional | 24' Edwin Congo · 30' (pen.) Néider Morantes                            |
| 29 de mayo      | Giants Stadium East Rutherford, Estados Unidos       | El Salvador          | 1 : 2    | Amistoso internacional | 24' Héctor Hurtado                                                      |
| 17 de junio     | Estadio Palogrande · Manizales, Colombia             | Perú                 | 3 : 3    | Amistoso internacional | 63' (pen.), 84' (pen.) Faustino Asprilla · 90+1' Orlando Ballesteros    |
| 24 de junio     | Estadio Defensores del Chaco Asunción, Paraguay      | Paraguay             | 1 : 2    | Amistoso internacional | 58' Víctor Bonilla                                                      |
| 1 de julio      | Estadio General Pablo Rojas Asunción, Paraguay       | Uruguay              | 1 : 0    | Copa América 1999      | 20' Víctor Bonilla                                                      |
| 4 de julio      | Estadio Feliciano Cáceres Luque, Paraguay            | Argentina            | 3 : 0    | Copa América 1999      | 10' (pen.) Iván Ramiro Córdoba · 79' Edwin Congo · 87' Johnnier Montaño |
| 7 de julio      | Estadio Feliciano Cáceres Luque, Paraguay            | Ecuador              | 2 : 1    | Copa América 1999      | 37' Néider Morantes · 39' Hamilton Ricard                               |
| 11 de julio     | Estadio Feliciano Cáceres Luque, Paraguay            | Chile                | 2 : 3    | Copa América 1999      | 7' Jorge Bolaño · 35' Víctor Bonilla                                    |
| 8 de septiembre | Orange Bowl Miami, Estados Unidos                    | Trinidad y Tobago    | 3 : 4    | Amistoso internacional | 18' (pen.), 61', 78' Iván René Valenciano                               |
| 13 de octubre   | Estadio Olímpico Córdoba, Argentina                  | Argentina            | 1 : 2    | Amistoso internacional | 47' Iván Ramiro Córdoba                                                 |
| 20 de octubre   | Qualcomm Stadium San Diego, Estados Unidos           | México               | 0 : 0    | Amistoso internacional | Sin goles                                                               |
| 13 de octubre   | Estadio Nemesio Camacho El Campín · Bogotá, Colombia | Eslovaquia           | 1 : 0    | Amistoso internacional | 65' (a.g.) Stanislav Varga                                              |

#### Copa América
| Equipo             | Pts. | PJ | PG | PE | PP | GF | GC | Dif. | Rend. |
| ------------------ | ---- | -- | -- | -- | -- | -- | -- | ---- | ----- |
| Selección Colombia | 9    | 4  | 3  | 0  | 1  | 8  | 4  | 4    | 75 %  |

- Resultado final: Cuartos de final.

### Sub-20

#### Campeonato Sudamericano de Fútbol Sub-20
| Equipo             | Pts. | PJ | PG | PE | PP | GF | GC | Dif. | Rend.  |
| ------------------ | ---- | -- | -- | -- | -- | -- | -- | ---- | ------ |
| Selección Colombia | 1    | 4  | 0  | 1  | 3  | 4  | 8  | -4   | 8,33 % |

- Resultado final: Octavo lugar, no clasificó a la Copa Mundial de Fútbol Sub-20 de 1999.

### Sub-17

#### Campeonato Sudamericano de Fútbol Sub-17
| Equipo             | Pts. | PJ | PG | PE | PP | GF | GC | Dif. | Rend.   |
| ------------------ | ---- | -- | -- | -- | -- | -- | -- | ---- | ------- |
| Selección Colombia | 4    | 4  | 1  | 1  | 2  | 6  | 8  | -2   | 33,33 % |

- Resultado final: Quinto lugar, no clasificó a la Copa Mundial de Fútbol Sub-17 de 1999.